# Michail Panikacha

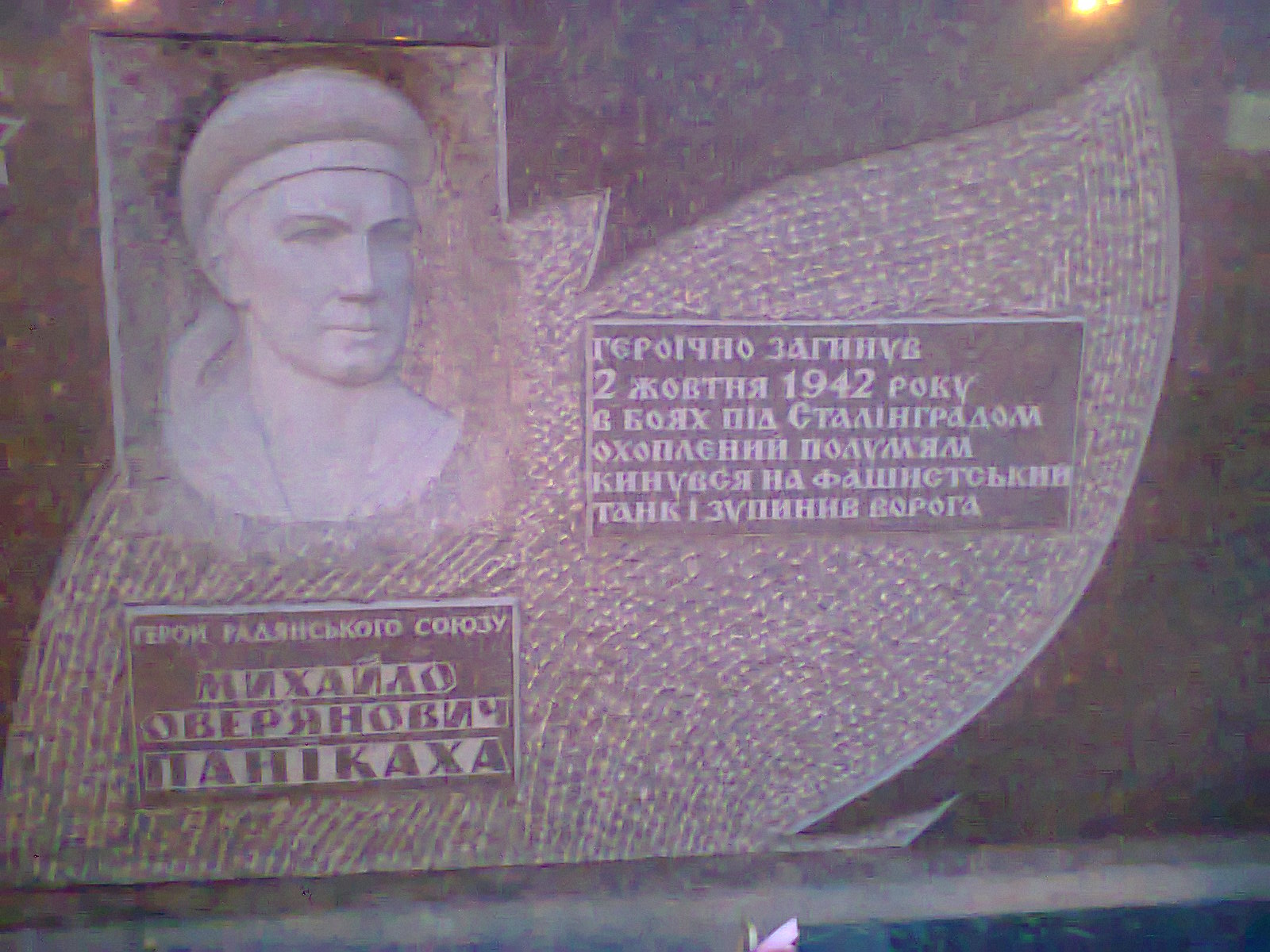
Erinnerungstafel mit Relief für Panikacha

Michail Panikacha († 2. Oktober 1942) war ein sowjetischer Marineinfanterist, der in der Schlacht von Stalingrad durch Einsatz seines Lebens einen deutschen Panzer außer Gefecht setzte.

## Leben

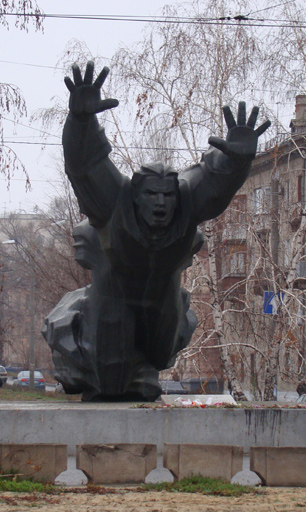
Denkmal für Michail Panikacha

Vor dem Krieg war Panikacha Kolchosbauer im Gebiet Dnepropetrowsk. Er war Komsomolze und diente als Panzerbüchsenschütze im Marineinfanteriebataillon der 193. Schützendivision. Er kam als Verstärkung aus der Pazifikflotte nach Stalingrad.

## Handlung und Bekanntheit
Bei Kämpfen am 2. Oktober im Fabrikviertel vor dem Schulgebäude in der Nähe der Kreuzung Demokratitscheskaja und Zentralnaja wollte Panikacha eine Brandflasche auf einen Panzer werfen, nachdem seine Gruppe von Panzerbüchsenschützen ihre gesamte Munition verschossen hatte. Die Brandflasche wurde jedoch von einer Kugel getroffen und er fing an zu brennen. Daraufhin stürzte er sich, obwohl die Kameraden ihm die brennende Uniform vom Leibe hätten reißen können, wie eine Fackel brennend mit einer zweiten Brandflasche auf den Panzer und zerschlug sie am Netz der Motorluke. Eine Stichflamme schoss hoch, die ihn und den Panzer verschlang.
Demjan Bedny verfasste ein Gedicht über Panikacha, welches endete mit:

„er schlug den Feind mit Flammenhänden!

Bald woben sich um ihn Legenden.

Unsterblich wird sein Name sein.“

Ein Gedenkstein auf dem Mamajew-Hügel erinnert an Panikacha. Eine Straße in Dnipro wurde nach ihm benannt. Er erhielt den Ehrentitel „Held der Sowjetunion“.